# Radio-Industrie
La Radio-Industrie est une entreprise française fondée au début des années 1920 pour construire des postes de radio grand-public. Elle a été absorbée par la groupe Thomson en 1960.
En 1930, La Radio-Industrie (RI) s'investit dans les postes de radio pour l'aviation, notamment le poste RI 537 qui équipe l'Arsenal VG 33 au début de la Seconde Guerre mondiale. En 1940, les services de l'Armée commandent à Radio-Industrie un radar métrique à impulsions de 100 km de portée à 60 MHz, installé à Toulon. Après la guerre, Radio-Industrie s'associe avec Outillage RVB, société spécialisée dans les broches pour machines-outil. En 1952, Radio-Industrie signe un accord de licence avec la société britannique EMI dans le domaine des tubes de prise de vue. À la suite de difficultés financières, RI entre dans le giron de la Société d’études et de construction d'outillage et d’électronique (SECOE) présidée par Sylvain Floirat.
En 1957, la société est dirigée par Henri de France, elle compte 1 600 employés et ses activités électroniques recouvrent quatre domaines :
- les radars de surface ;
- la télévision couleur ;
- les tubes à image du type Vidicon et intensificateurs d'images ;
- les calculateurs.

À cette époque, les deux principales implantations sont à Paris 20e, rue des Orteaux (18 000 m2) et à Sartrouville (34 000 m2) dans l'ancienne usine Potez.
Ayant obtenu de la part de la marine une importante commande de radars, la société se rapproche de Thomson dont elle devient une filiale en 1960.